# 小樽サンモール一番街

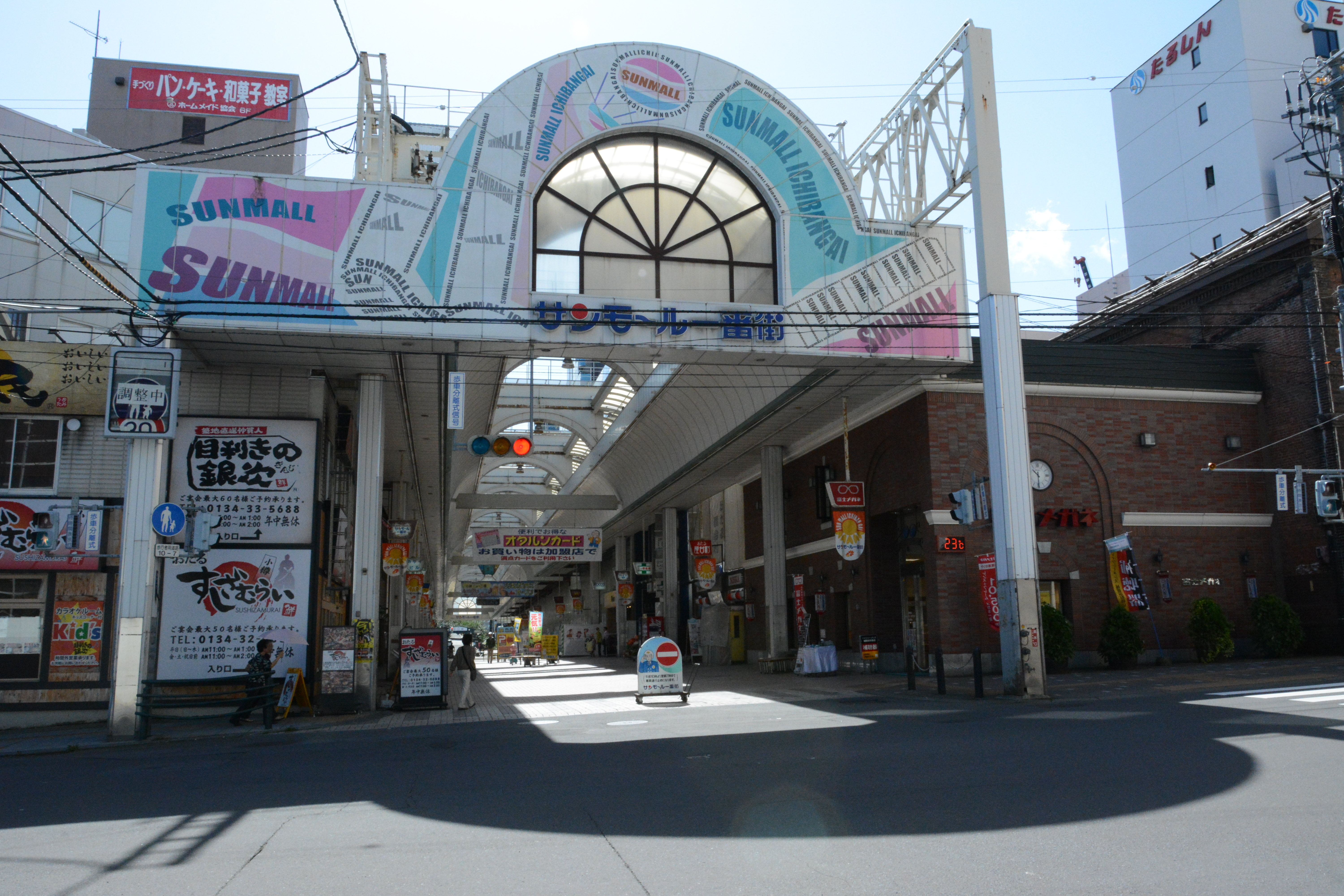
サンモール一番街入口

小樽サンモール一番街（おたるサンモールいちばんがい）は、北海道小樽市稲穂にある商店街で、かつては「稲穂第一大通り」と呼ばれていた。

## 概要・沿革
1917年（大正6年）に色内大通りから河野呉服店（後のニューギンザ百貨店）が移転してきたのを皮切りに、1918年（大正7年）に大国屋が富山から進出し、1923年（大正12年）に色内大通りから丸井今井が移転するなど後に百貨店となる有力呉服店3店が相次いで進出し、大正時代には小樽のショッピングの中心地としての地位を確立した。
1934年（昭和9年）に大国屋が小樽で最初の百貨店となったのを皮切りのこれら3店の百貨店化が進み、1955年（昭和30年）に河野呉服店がニューギンザ百貨店として百貨店となると、市内の3大百貨店全てが揃う小樽を代表する商店街として1974年（昭和49年）頃までは大いに繁栄した。
しかし、1975年（昭和50年）4月に小樽駅前に長崎屋を核店舗とするショッピングセンター・サンポートが既存の3百貨店の2倍くらいの店舗面積（売場面積12,066m2）でオープンして開店1ヶ月で市内の人口の1.5倍となる30万人を集めて順調な売上を上げて既存の商店街の顧客を奪った為、売上は減少傾向に転じた。
これに対抗するため、1982年（昭和57年）に再開発準備組合が結成され、その議論の結果としてニューギンザ百貨店と旧北海ホテルを中心として再開発が行い、丸井今井（売場面積11,500m2）と小樽グランドホテルを核とする施設（売場面積14,500m2）が建設されることになり、1988年（昭和63年）にニューギンザ百貨店が閉店し、その開発を担う小樽開発が設立された。
この再開発ビルは第1期のA棟が1990年（平成2年）9月にオープンし、小樽グランドホテルと丸井今井が拡張移転し、同時に開閉式アーケードを整備して新生小樽サンモール一番街が誕生した。
そして、翌年の1991年（平成3年）11月には旧丸井今井後を再開発したファッションビル「丸井マルサ」も開業し、周辺の花園銀座商店街や都通り商店街を含む中心市街地の商店街全体の歩行者通行量が著しく増え、この再開発は一旦成功しかけた。
しかし、この丸井今井の成功のあおりを受けて、1993年（平成5年）4月に大国屋がに採算の悪化を理由に86年の歴史に終止符を打ち閉店して丸井今井グループのみが地区の大型店となり、集客力が落ち始めた。
そして1999年（平成11年）3月11日に小樽築港駅の近くに約5,000台の無料駐車場を持ち、約7倍の売場面積98,000m2を誇るマイカル小樽(現在のウイングベイ小樽)がオープンするなど郊外型のショッピングセンターの開設が相次いで競争が激化して中心市街地の集客力を奪われ、業績不振となった丸井今井自体の伊勢丹の支援を受けて再建の一環として、2005年（平成17年）10月23日に丸井今井小樽店も閉店に追い込まれ、集客力は一段と低下することとなった。
こうした事態を受けて小樽市も北海道中小企業総合支援センターの補助金を活用したイベントを商店街と共催して集客力の強化を支援し、地元側も丸井今井の跡の一部を活用して2005年（平成17年）11月18日から専門店街「おたるサンモール・ネオ」を開業するなどしたが、この店舗も2009年（平成21年）2月に小樽グランドホテルも閉鎖に追い込まれた翌月の2009年（平成21年）3月23日には閉店に追い込まれて、商店街の中心に空きビルが出現し、商店街は閑散としてしまった。
このビルは2010年（平成22年）2月に債権者の申立で土地建物の競売開始が決定され、2010年（平成22年）4月12日には再開発を担った小樽開発も倒産したが、旧小樽開発以外に権利者・地権者が複数いて権利関係が複雑なことなども影響し、2010年（平成22年）4月と2011年（平成23年）9月に2回行われた競売が不調に終わり、2012年（平成24年）1月6日に札幌地方裁判所は1回目の約10分の1の買い受け可能価額約6671万円で3回目の競売を行うと発表しており、空きビルのままとなっていて、商店街の真ん中に巨大な空洞が生じてしまっていた。最終的には2013年2月に札幌市に本社を置く調剤薬局大手メディカルシステムネットワークの医療福祉系不動産子会社である株式会社日本レーベンが取得し、空きビルは解体された。跡地には日本レーベンが手がけるサービス付き高齢者向け住宅に加え、小樽掖済会病院が2015年12月に移転開業し、現在（2024年）に至っている。

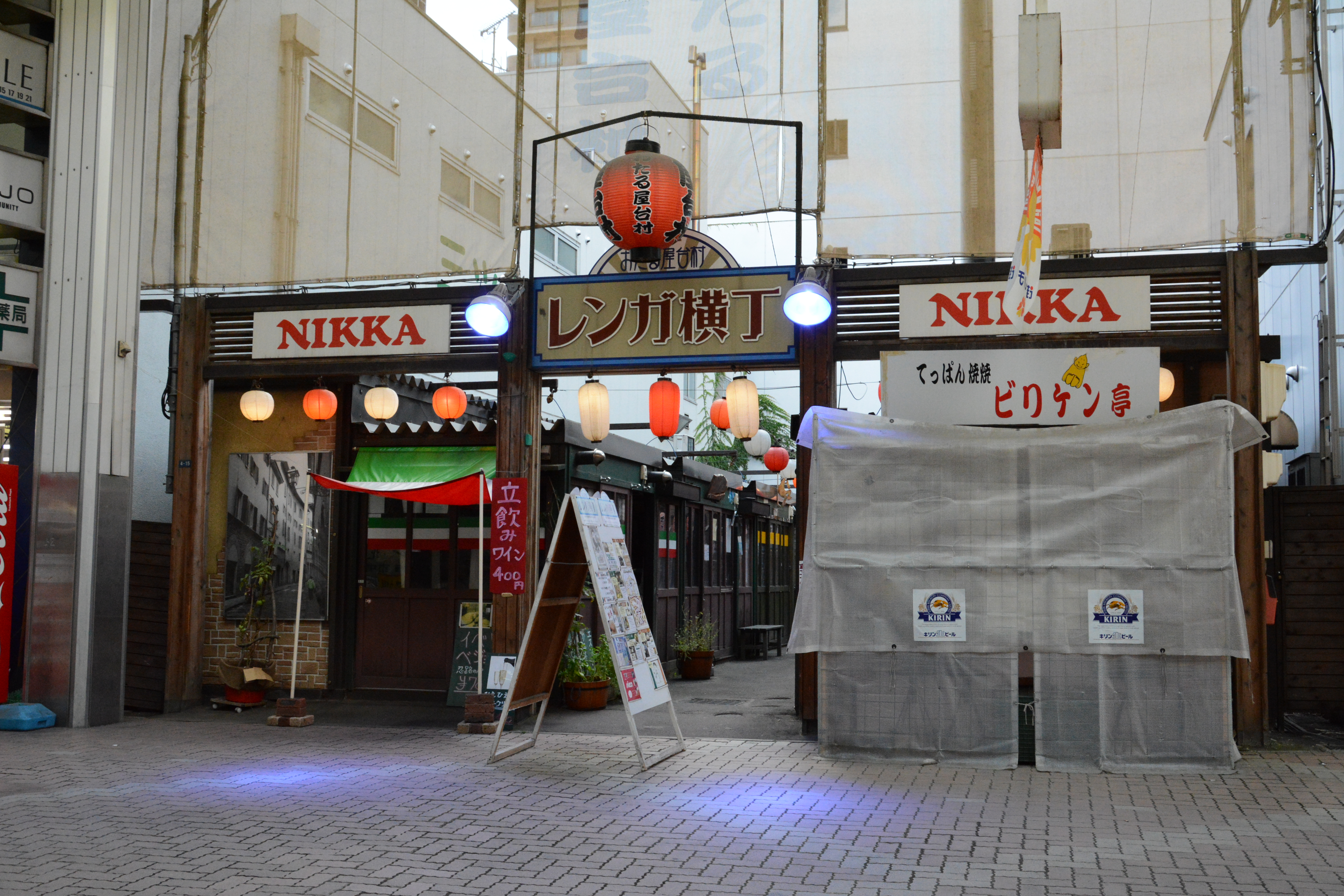
レンガ横丁入口

近年では、地元の小樽商科大学と提携して学生達のアイデアや行動力を借り、さくらまつりの開会式のテープカット代わりに100人分の海苔巻きをカットしたり、50mの流しそうめんを食べるイベントを開くなどソフト面での対策をとって集客に努めると共に、古いレンガ造りの残る町並みを生かして丸井今井の撤退の前年2004年（平成16年）7月14日におたる屋台村･レンガ横丁を開設したり、地元商人の協力で老舗金物店を廃業の危機から救うなど店舗数の維持・拡大を図っている。